# Chowańcowa
Chowańcowa – polana w Gorcach na południowych, opadających do doliny Łopuszanki zboczach Wyszniej. Znajduje się poza Gorczańskim Parkiem Narodowym. Nazwa polany pochodzi od popularnego na Podhalu nazwiska „Chowaniec”. Jest to nieduża polana, położona na wysokości około 800 m n.p.m. w mieszanym lesie. Z polany rozlega się widok na Tatry. Ścieżka przez Wysznią i jej polany była ulubionym miejscem wędrówek Seweryna Goszczyńskiego, który w 1832 r. przebywał gościnnie na dworze Leona Tetmajera w Łopusznej i jako pierwszy opisał Gorce w literaturze polskiej.
Na polanie stoją dwa drewniane budynki gospodarcze. Mniejszy z nich znajduje się na skraju polany, przy drodze, pod dużym bukiem. Jest to niewielki tradycyjny szałas z dużym okapem nad wejściem. Drugi to stojący na polanie duży szałas ze stodołą na piętrze. Tradycyjnie dachy szałasów kryte były w Gorcach deskami, których trwałość była jednak niewielka. Na tych szałasach zniszczone deski zastąpiono nowszym i bardziej trwałym, choć nieekologicznym pokryciem z eternitu falistego.
Polana położona jest na wysokości około 790–802 m n.p.m. i należy do miejscowości Łopuszna w gminie Nowy Targ, powiecie nowotarskim w województwie małopolskim.

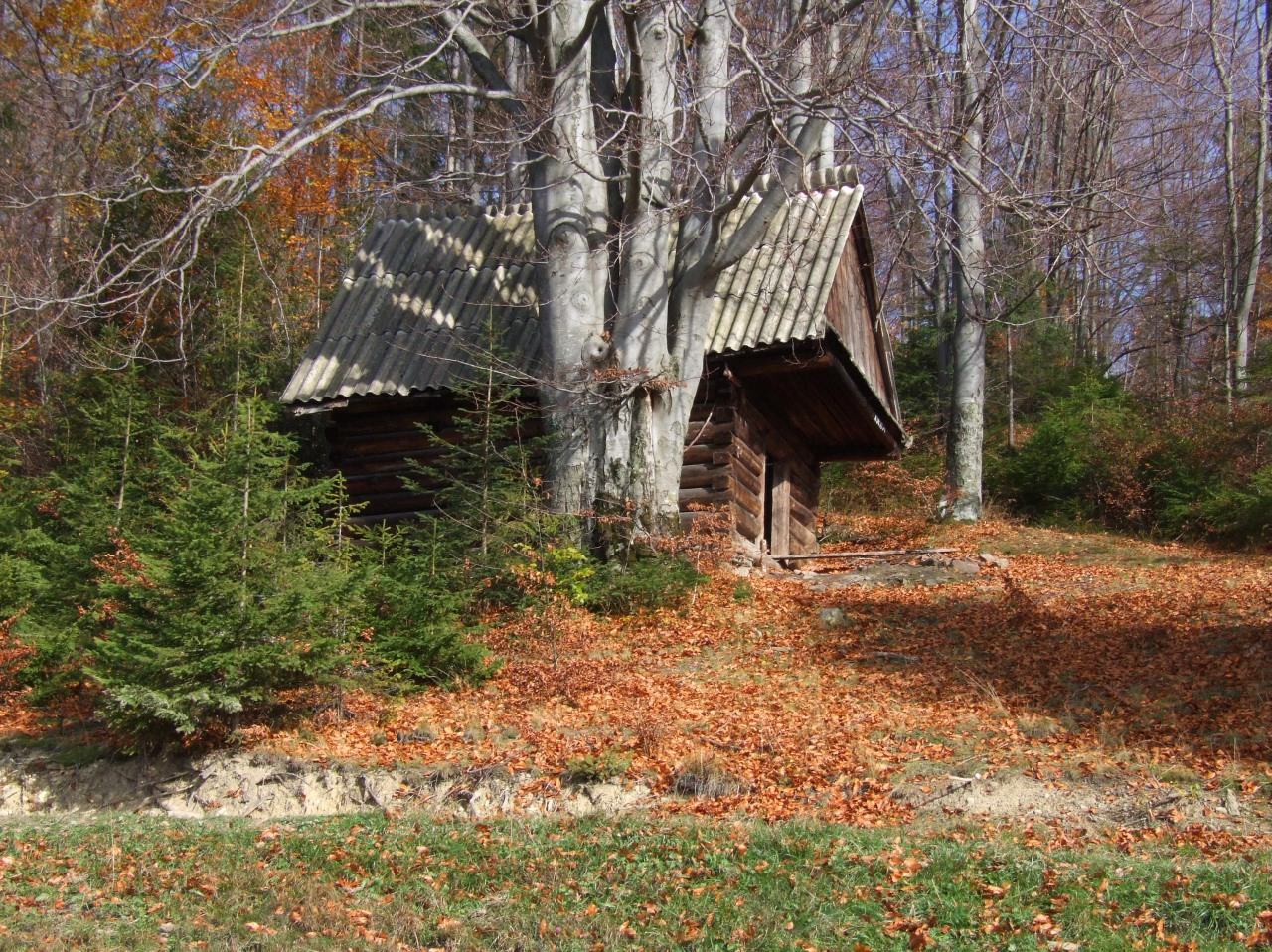
Tradycyjny szałas z nowszym pokryciem dachu

## Szlaki turystyki pieszej
z Łopusznej przez polany Chłapkową, Chowańcową, Srokówki i Jankówki do skrzyżowania z czerwonym szlakiem przy polanie Rąbaniska. Czas przejścia około 2:20 h, ↓ 1:45 h, różnica wzniesień 490 m.
 ścieżka dydaktyczna „z Łopusznej na Jankówki”. Rozpoczyna się przy polanie Chłapkowej i prowadzi doliną Chłapkowego Potoku i zboczami Wyszniej przez polanę Jankówki na polanę Srokówki. Dalej razem z czarnym szlakiem powraca na Chłapkową Polanę.